# Elmira Hüseynova
Elmira Hüseynova (russisch Эльмира Гусейнова; * 12. Februar 1933 in Baku; † 23. Januar 1995 ebenda) war eine sowjetisch-aserbaidschanische Bildhauerin und Porträtmalerin.

## Leben
Hüseynova besuchte die Aserbaidschanische Staatliche Əzim-Əzimzadə-Kunstschule (Abschluss 1954) und studierte dann in Leningrad am Repin-Institut für Malerei, Bildhauerei und Architektur mit Abschluss 1960.
Hüseynova stellte ihre Werke ab 1957 in verschiedenen Städten der UdSSR aus. Im Mittelpunkt ihres Werks standen Schriftsteller, Wissenschaftler, Kriegshelden und arbeitendes Volk. Sie benutzte Bronze, Keramik, Epoxidharz, Marmor, Putz, Stein und Holz. Besonders bekannt wurde sie durch ihre Großplastiken. 1967 wurde sie als verdiente Künstlerin der Aserbaidschanischen Sozialistischen Sowjetrepublik geehrt.
Hüseynova war verheiratet mit dem Maler Togrul Narimanbekov und hatte eine Tochter Asmer, die auch eine Künstlerin wurde.
Hüseynova starb nach langer Krankheit. Ihre Werke sind im Nationalen Kunstmuseum von Aserbaidschan, in den Aserbaidschanischen Staatlichen Kunstgalerien und in Privatsammlungen ausgestellt. 2012 gab es eine Ausstellung ihrer Werke in der Galerie Baku.

## Werke

### Plastiken
- Kolchos-Bäuerin (1957)
- Arbeiter (1958)
- Familie (1960)
- Denkmal für Dschafar Dschabbarli in Sumqayıt (1966)
- Skulpturen für Dschafar Dschabbarlis Grab (1968)
- Skulpturen für Rasul Rzas Grab (1970)
- Mutter (1970)
- Bas-Relief Lew Dawidowitsch Landaus
- Denkmal für Hasan bey Zardabi in İçəri Şəhər am Eingang des Verlagshauses der Aserbaidschanischen Enzyklopädie (1983)[3]
- Statue Dmitri Iwanowitsch Mendelejews in der Loggia der Aserbaidschanischen Nationalbibliothek in Baku

### Porträtgemälde
- Nezāmī am Gebäude der Nationalversammlung der Republik Aserbaidschan[1]
- Sattar Bahlulzade
- Rasul Rza
- Tughrul Beg[4]